# Iuri Mamin
Iuri Mamin (rus: Юрий Борисович Мамин) és un director de cinema, director d'escena, guionista, compositor, autor i televisió soviètic i rus. Va crear una sèrie de pel·lícules populars a Rússia, com ara Prazdnik Neptuna (1986), Fontan (1988), Bakenbardi, (1990), Okno v Parij (1993), i Ne dumai pro belikh obezian (2008). És un Artista d'Honor de la Federació Russa.
Iuri Mamin és l'única persona a Rússia que ha guanyat el premi Bastó d'Or de Chaplin. El premi va ser lliurat per la vídua de Charlie Chaplin, Oona Chaplin, al festival que commemora els 100 anys del naixement del gran còmic. El festival es va celebrar a la ciutat suïssa de Vevey, on va ser enterrat Chaplin.
Les obres de Mamin són conegudes per un fort èmfasi en la justícia social i la crítica a les normes socials hipòcrites. A causa d'això, li va costar trobar suport per a les seves produccions a l'URSS totalitària, així com a la Rússia actual, on els cineastes van passar a dependre de l'oligarquia corporativa. Els seus personatges solen retratar un ciutadà inspirat en la lluita per la justícia social contra el capitalisme corporatiu.
Les pel·lícules de Mamin van rebre nombrosos premis.

## Vida personal

### Infància i joventut
L'avi de Iuri Mamin, Dmitri Dmitrievitx Mamin, era el Comissari del Poble de les rutes del riu Petrograd i descendent de tàtars del nord. Va ser reprimit i afusellat durant la Gran Purga de Stalin el 1937. Segons l'àvia materna de Iuri Mamin, el seu avi considerava l'escriptor DmitrI Mamin-Sibiriak un parent. Galina Dmitrievna Mamina, la mare del director de cinema, va ser historiadora de l'art i treballadora del teatre que va ensenyar història del teatre a l'Escola Superior de Cultura Sindical de Leningrad. Alguns dels seus alumnes es van convertir en directors de sales de concerts i caps de Departaments de Cultura.
Iuri Mamin va heretar el seu cognom tàtar de la seva mare. El seu padrastre, Nikolai Nikolaevtx Txijov, va ser un jugador famós del club de futbol Zenit a principis dels anys 50. Molts anys després, Mamin posaria el nom del seu pare al personatge principal de la seva pel·lícula "Okno v Parij".

### Vida d'estudiant
Immediatament després de graduar-se de l'escola secundària, Iuri va sol·licitar el curs de direcció de teatre a l'Institut de Teatre, Música i Cinematografia de Leningrad.
Aleshores, els joves de 25 anys o més eren acceptats al programa de direcció, però no de menors. Es considerava, i amb raó, que els directors només podien ser persones amb experiència vital, pràctica de treball amb persones i una base de coneixement cultural. Però al professor Leonid Fiodorovitx Makariev, artista popular de l'URSS, li va agradar el noi de 18 anys que, en un col·loqui, va respondre amb valentia preguntes sobre teatre, cinema i literatura, Peter Brook i existencialisme, fruit de l'ensenyament de la seva mare.
Es va fer una excepció, i Mamin va ser acceptat en un curs experimental d'actuació i direcció, on els directors en aparició van estudiar al costat d'actors en evolució. Van treballar totes les habilitats d'actuació, incloent veu, dansa, esgrima, etc. A més, des del primer any van estudiar com muntar esbossos, fragments i obres de teatre senceres amb els seus companys. Durant el seu estudi col·laboratiu a l'institut, Mamin va guanyar confiança tant en les habilitats d'actuació com de direcció, participant en revistes d'estudiants i en obres de teatre a l'escenari de l'antic Teatre dels Joves Espectadors (TUZ).
Per a la seva obra de graduació, Yuri Mamin va ser enviat a la ciutat regional de Velíkie Luki, on va rebre l'encàrrec dels líders del teatre de drama local de dirigir la comèdia de Denis Fonvizin "El menor" per a un programa de batxillerat. Després d'haver decidit seguir els passos del seu ídol, Vsevolod Meyerhold, Mamin va dirigir "El menor" d'una manera tan desinhibida i amb tanta excentricitat, que els professors van prohibir als seus alumnes veure l'obra, cosa que va provocar un frenesí a la ciutat. L'obra va tenir un èxit rotund i el nom de Mamin es va fer famós més enllà dels límits del teatre i de la ciutat. El Comitè Regional va discutir un possible càrrec per a ell com a director del teatre. Potser podria haver passat, i aquesta posició de prestigi hauria lligat el jove director a la carrera escènica durant molt de temps, si no per sempre. Tanmateix, en aquell moment Mamin va rebre el seu avís de projecte de l'exèrcit. Va ser enviat a servir a les Forces Armades i no va tornar mai més a Velíkie Luki.

## Carrera de director d'escena
Després d'haver complert el seu mandat de reclutament militar, Mamin va ser desmobilitzat. Va tornar a Leningrad, on ningú més que la seva família l'esperava. Les circumstàncies no eren fàcils; es van cobrir totes les places de director als teatres de la ciutat. L'única oportunitat va ser Lenconcert, on acabava d'estar disponible el càrrec de director. Com que Mamin ja havia treballat amb aquesta organització abans del seu servei militar i els havia lliurat un espectacle de varietats que va rebre un premi, va ser contractat. Durant la seva carrera teatral, va adaptar obres de literatura modernes i clàssiques per a l'escenari i va dirigir el teatre estudiantil "Podorojnik" juntament amb el poeta i dramaturg Viatxeslav Leikin, que més tard es convertiria en el guionista d'algunes de les pel·lícules de Mamin.
El 1994 va posar en escena una nova obra de teatre, "El rellotge del Kremlin, o Vine a nosaltres després de... molts anys", al Teatre Liteini de Sant Petersburg. Mamin va escriure aquesta obra juntament amb Arkadi Tigai. A l'obra hi ha dos Lenin, interpretats per Viktor Sukhorukov i Aleksandr Zhdanov.
Potser, en aquesta obra, Iuri Mamin volia tornar a la seva joventut; "El rellotge del Kremlin" era abundant amb acudits i gags. Dmitri Bíkov va venir dues vegades a Moscou per veure aquesta obra que considerava un dels millors exemples de sàtira moderna, tal com va comentar al seu programa de ràdio a City FM.

## Carrera cinematogràfica
El 1976, després de deixar Lenconcert, va entrar a Lenfilm com a assistent de direcció en un equip de filmació per una pel·lícula de Serguei Mikaelian. El segon director de la pel·lícula va ser Viktor Aristov, l'amic de Mamin de l'institut del teatre, que ja havia treballat al cinema durant 10 anys.
Després de treballar com a assistent en algunes pel·lícules, de 1979 a 1982 Mamin va entrar al curs superior per a directors i guionistes a Moscou. El treball final de Mamin, que va rebre la nota més alta, va ser la pel·lícula "Jelaiu vam" ("Us desitjo!"), basada en un guió escrit per V. Leikin. Arran d’una trobada amb el guionista Vladimir Vardunas el 1985, va dirigir Prazdnik Neptuna (1986), que es va fer popular immediatament i va ser guardonada amb el premi Ducat d'Or a Mannheim (1986) i el Gran Premi Charlie Chaplin a Gabrovo (1987). El 1988 va dirigir Fontan, pel que el 1989 va guanyar el premi Chaplin's Golden Cane a Vevey, Suïssa, el segon premi Chaplin a Gabrovo, Bulgària, així com nombrosos altres premis a diferents festivals internacionals de cinema. Els actors de la pel·lícula van guanyar el premi al millor repartiment de conjunt al festival Sozvezdie. La seva següent pel·lícula Bakenbardi va rebre el Premi FIPRESCI al Festival Internacional de Cinema de Sant Sebastià 1990. El 1993 va dirigir Okno v Parij, l'obra més famosa de Mamin, que segueix sent molt popular a Rússia. Combina elements de ciència-ficció, romanç i sàtira social aguda.
Des del 1994 el govern rus va deixar de finançar el cinema, raó per la qual va passar a la televisió i va començar a presentar programes educatius, humorístics, musicals i originals per al canal RTR. El 1997 dirigiria "Gorko!", una sàtira sobre casoris. Del 2000 al 2003 va dirigir la sèrie de televisió Russkie straixilki, similar a la sèrie estatunidenca X-Files, de vuit episodis per la cadena STS.
El 2005, la dona de Yuri Mamin, l'actriu i productora Liudmila Samokhvalova, i la seva filla, Katerina Ksenieva, el van convèncer de tornar a la gran pantalla. Va dirigir la pel·lícula de crítica social Ne dumai pro belikh obezian, escrita juntament amb Vladimir Vardunas i convertida en vers pel poeta Viatxeslav Leikin. La pel·lícula es va estrenar amb èxit als Estats Units (Nova York i Minneapolis), França, Portugal, Lituània, Ucraïna, Canadà i Alemanya. La balada mística "Insomnia", cantada a la pel·lícula per Katerina Ksenyeva, és molt popular entre els seus oients. Va guanyar el primer premi al primer festival de cinema en línia, "Double 2", organitzat per "Rossiskaia Gazeta".
Posteriorment ha dirigeit un estudi principal a l'Institut de Televisió, Negocis i Disseny de Sant Petersburg. Imparteix regularment classes professionals a Rússia i a l'estranger. A més, és el creador i presentador d’un programa educatiu al canal de Sant Petersburg TV-100, on parla sobre la defensa dels drets dels ciutadans, sobre els valors de la cultura mundial, i sobre la protecció del medi ambient i dels animals en greu perill d'extinció a Rússia.